# Konstantyn Bodin
Konstantyn Bodin – król Zety w latach 1081–1101, syn Michała I. W 1072 roku jako przywódca antybizantyńskiego powstania w Macedonii obwołany carem Bułgarii. Jako król Zety przyłączył do swego państwa Raszkę, Bośnię i Zahumle. Doprowadził do utworzenia arcybiskupstwa barskiego.
W 1072 roku został przez ojca wysłany na pomoc antybizantyńskiemu powstaniu w Macedonii. Obwołany carem Bułgarów odniósł świetne zwycięstwo pod Prisdianą nad wojskami cesarskimi. Niedługo potem poniósł klęskę pod Paunem i dostał się do niewoli. Po kilkuletnim pobycie w Konstantynopolu powrócił do kraju i objął jako współwładca rządy w Zecie. Po śmierci ojca w 1081 roku został koronowany na króla Zety. Korzystając z trudności, w jakich znalazło się Cesarstwo, zdobył na Bizancjum w latach 1081–1084 Raszkę i Bośnię. W tym czasie podporządkował też swojej władzy leżące na zachodzie Zahumle. Dzięki zabiegom w Rzymie w 1089 uzyskał bullę antypapieża Klemensa III erygującą metropolię barską, co pozwoliło mu uporządkować administrację kościelną w swoim państwie. Rozrost terytorialny państwa spowodował pod koniec jego rządów trudności administracyjne i konieczność walki z opozycją możnowładczą. Na przełomie 1096/1097 roku podejmował krzyżowców pierwszej wyprawy, którzy pod wodzą Rajmunda z Tuluzy przechodzili przez Dalmację. Zmarł około 1101 roku.

## Car Bułgarów
Konstantyn Bodin był najmłodszym, siódmym synem Michała I z jego pierwszego małżeństwa, jedynym wedle Popa Duklanina synem z pierwszego małżeństwa, który przeżył swego ojca.
W 1072 roku, wykorzystując osłabienie pozycji Bizancjum na Bałkanach, w wyniku klęski pod Mantzikertem, Michał osadził na stolicy wielkożupańskiej w Raszce swego syna Petrisława. W 1072 roku wybuchło też powstanie Bułgarów w Macedonii, na którego czele stanął bojar Jerzy Wojciech. Ponieważ nie pochodził z rodu Komitopulów i nie mógł się ubiegać o tytuł władcy Bułgarów, zwrócił się do Michała, który przez matkę (najpewniej córkę Iwana Władysława) był spokrewniony z dynastią władców Bułgarii. Michał wysłał na pomoc powstańcom syna, Konstantyna Bodina, na czele 300 ludzi, a sam zaatakował Dracz. Gdy Konstantyn przybył do Prizrenu, gdzie stacjonowały wojska powstańcze, został ogłoszony carem, a na cześć przywódcy poprzedniego powstania, Piotra Deliana, nadano mu imię Piotr.
Niedługo potem pod Prisdianą siły serbsko-bułgarskie dowodzone przez Bodina rozbiły wojska bizantyńskie dowodzone przez duksa temu Skopje Damiana Dalasina. Wódz bizantyński i liczni jego żołnierze dostali się do niewoli, a powstańcy splądrowali obóz grecki. Odniesione zwycięstwo umocniło pozycję Bodina. Po tym sukcesie siły powstańcze zajęły Skopje, gdzie swą główną kwaterę założył Jerzy Wojciech. Konstantyn Bodin podzielił swą armię na dwie części. Jedna z nich pod dowództwem Petriły, generała jego ojca, pociągnęła na południe. Petriło zajął Ochrydę i Dewol, a następnie obległ Kastorię. Bodin w tym czasie pomaszerował na wschód północną drogą i zajął Nisz. Pod Kastorią powstańcy natknęli się na zdecydowany opór stawiany przez lokalnych, nastawionych probizantyńsko, możnowładców, którzy schronili się za murami twierdzy, oraz oddziały bizantyńskie dowodzone przez generała bizantyńskiego, z urodzenia Bułgara. W pewnym momencie połączone siły obrońców wyszły z miasta i uderzyły na niespodziewającego się ataku Petriłę. Rozbici powstańcy rzucili się do ucieczki, podczas której wielu zginęło, a wielu dostało się do niewoli. Petriło zdołał zbiec do Zety.
Po tym sukcesie do kontrofensywy przeszły wojska bizantyńskie, które zaatakowały centrum sił powstańczych w Skopju. Skopje zostało zdobyte, a Wojciech schwytany. Na wieść o oblężeniu Skopje Bodin zawrócił na południe. Słysząc o kłopotach syna, Michał wysłał do Macedonii jeszcze jedną armię, dowodzoną przez generała bizantyńskiego, który dostał się do niewoli i poślubił jedną z jego córek. Zięć nie okazał się jednak zbyt lojalny względem nowego teścia i przeszedł na stronę bizantyńską. Armia Bodina została rozbita pod Paunem na Kosowym Polu. Powstanie upadło. Michał utracił Raszkę, udało mu się jednak nie dopuścić zwycięskiego wodza Nicefora Bryenniosa w głąb Zety.

## Więzień i współwładca
Po klęsce pod Paunem Konstantyn Bodin dostał się w ręce bizantyńskie. Znalazł się jako więzień w Konstantynopolu, w cerkwi świętego Sergieja, a następnie w Antiochii. Pozostawał w więzieniu przez kilka lat. Istnieje kilka różnych wersji jego uwolnienia. Wedle jednej z nich odzyskał wolność dzięki staraniom swego ojca, który opłacił w tym celu żeglarzy weneckich. Wedle Popa Duklanina został wykupiony przez swego stryja Radosława. Jest też możliwe, że sam uciekł z niewoli. Nastąpiło to około 1078 roku.
W międzyczasie w 1077 roku ojciec Bodina został koronowany na króla Zety. Być może około 1078 roku, po powrocie Bodina z Bizancjum, Michał dopuścił syna do współrządów w państwie. Po niepowodzeniach 1072 roku Michał zacieśnił związki z wrogimi Bizancjum Normanami italskimi. W 1081 roku doszło do ślubu Bodina z córką wodza normańskiego stronnictwa w Apulii Archiwiza, Jakwintą. Michał zmarł niedługo potem, najprawdopodobniej jeszcze w 1081 roku.

## Król

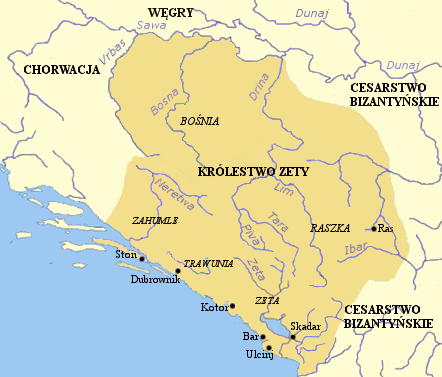
Królestwo Zety po 1084 roku

### Zdobycze terytorialne
Zaraz na początku swego panowania Konstantyn Bodin stanął w obliczu poważnego konfliktu międzynarodowego. Po klęsce pod Manztikertem w 1071 roku Cesarstwo biznatyńskie w ciągu kilku lat utraciło całe niemal terytoria azjatyckie. Rozpoczęły się walki o tron trwające z przerwami do 1081 roku. Posiadłości bizantyńskie w Italii podporządkowali sobie Normanowie. W 1081 roku ich wódz Robert Guiscard podjął próbę zaatakowania ziem cesarstwa na Półwyspie Bałkańskim i sięgnięcia po koronę cesarską. Nowy cesarz, którym w kwietniu 1081 roku został Aleksy I Komnen, zawarł sojusz z Wenecją. Po jego stronie opowiedział się też początkowo Konstantyn Bodin. Flota wenecka rozbiła wprawdzie pod Draczem flotę normańską, ale decydujące znaczenie dla dalszych losów kampanii normańskiej miało zwycięstwo lądowe, jakie w październiku 1081 roku Robert Guiscard odniósł nad armią cesarską. Konstantyn Bodin podczas rozstrzygającej bitwy wycofał się z walki, zapewniając Normanom zwycięstwo i zdobycie Dracza.
W następnych latach, korzystając z walk bizantyńsko-normańskich, Bodin przyłączył do swego królestwa ziemie serbskie pozostające dotąd pod zwierzchnictwem bizantyńskim: Raszkę, Bośnię na północy i być może Zahumle na zachodzie, a na południowym wschodzie Ulcinj, Skadar, Drivast i dolny Polat. W Bośni władzę objął namiestnik Bodina, który otrzymał tytuł bana – nadawany zarządcom terytoriów przygranicznych. W Raszce Bodin osadził żupanów ze swego dworu: Wukana i Marka, którzy w przyszłości mieli założyć nową dynastię żupanów Raszki (pochodził z niej między innymi Stefan Nemania). Tymczasem złożyli hołd swemu królowi i objęli w jego imieniu władzę nad Raszką. Większość uczonych datuje początek ich urzędowania na 1083 lub 1084 rok. Marek wkrótce znika z kart historii, natomiast Wukanowi dane będzie odegrać znaczną rolę, najpierw u boku Bodina, a potem niezależnie od niego.
W 1085 roku zmarł Robert Guiscard i cesarstwo uwolniło się od zagrożenia normańskiego. Jeszcze w tym samym roku Bizancjum odzyskało Dracz, wprost, jak twierdzi Anna Komnena, lub, co bardziej prawdopodobne, zgodnie z relacją Popa Duklanina, za pośrednictwem Bodina, który po wycofaniu się Normanów zajął miasto, obawiając się jednak prowokować Bizantyńczyków, przekazał je następnie cesarzowi. Niemal bezpośrednio po zażegnaniu niebezpieczeństwa normańskiego Aleksy I musiał stawić czoła naporowi Pieczyngów. Jeszcze przed rozprawą z Pieczyngami, około 1090 roku, Bodin został pokonany przez Bizantyńczyków i dostał się do niewoli. W obliczu decydującej rozprawy z Pieczyngami Aleksy I zadowolił się traktatem pokojowym z Bodinem i wypuścił go na wolność. Powróciwszy do Zety Bodin musiał podjąć kroki przeciwko stryjowi Radosławowi, który podczas jego nieobecności odsunął na bok królową Jakwintę i przejął władzę w państwie. Musiał się z tym uporać stosunkowo szybko, skoro już wkrótce podjął próbę zerwania pokoju z Bizancjum. Historycy przypuszczają, że od tego czasu Radosław zarządzał Trawunią. Rozbicie Pieczyngów wiosną 1091 roku pozwoliło cesarzowi podjąć akcję przeciw Serbom. Ostatecznie zmuszony był jednak ograniczyć się do obrony swych ziem macedońskich, które powtarzającymi się najazdami nękał z Raszki żupan Wukan, siejąc zamęt na terenach przygranicznych kolejno w 1091, 1092 i 1094 roku. W 1094 roku zagrożony najazdem Kumanów Aleksy I zmuszony był uznać pozorną uległość Wukana i pozostawić sprawę Serbów chwilowo nierozstrzygniętą.

### Utworzenie arcybiskupstwa barskiego
W tym czasie Bodin uwieńczył sukcesem długoletnie starania swego ojca o ustanowienie arcybiskupstwa dla ziem zeckich. Diecezje znajdujące się w granicach królestwa podlegały co najmniej trzem stolicom metropolitalnym: Splitowi, Draczowi, Bari, prawdopodobnie również Dubrownikowi, a być może że i Ochrydzie. Sytuacja taka uniemożliwiała prowadzenie spójnej polityki kościelnej i wymagała uporządkowania. W 1088 roku Bodin zwrócił się do jednego z dwóch urzędujących wówczas papieży, Klemensa III (uznanego potem za antypapieża) o ustanowienie metropolii w Barze. Motywy którymi się kierował nie są jasne. W grę mógł wchodzić stosunek Klemensa III do Bizancjum lub do sprzeciwiającego się utworzeniu metropolii barskiej arcybiskupa Splitu lub zwykły przypadek. 8 stycznia 1089 roku uzyskał od Klemensa III bullę ustanawiającą nową metropolię kościelną ze stolicą w Barze, obejmującą całe królestwo Zety. Dokument wskazuje na to, że Klemens III znał złożoność stosunków kościelnych istniejących na tym terenie i nadał metropolii taki kształt, aby zapewnić jej jak największą trwałość. Bulla odzwierciedla, zgodnie zapewne z sugestiami Bodina i biskupa Piotra z Baru, sytuację polityczną Zety. Arcybiskupstwu w Barze zostały podporządkowane diecezje: Kotor, Ulcinj, Svač, Skadar, Drivast, Polat oraz prowincje Bośnia, Serbia i Trebinje. Nie jest jasne dlaczego wyłączono spod jurysdykcji biskupa Baru Zahumle. Być może w tym czasie wyłamało się ono spod władzy Bodina, jest też możliwe, że papież nie chciał pogłębiać sporu ze Splitem i pozostawił biskupstwo w Stonie w granicach starej metropolii.

### Schyłek panowania
W latach 90. XII wieku Konstantyn Bodin, pod wpływem żony, podjął zabiegi zmierzające do umocnienia praw sukcesyjnych synów pochodzących z ich związku. W połowie lat 90. najstarszy z nich mógł mieć nie więcej niż 15 lat, istniało więc niebezpieczeństwo, że w razie gdyby król zmarł przed osiągnięciem przez nich dorosłości, utracą władzę na rzecz władającego w Trawunii najstarszego syna Radosława, Branisława. Branisław objął rządy w Trawunii po śmierci ojca, ale sprzeciwiał się uznaniu zwierzchnictwa królewskiego. Kiedy wraz z bratem Gradisławem i synem stanęli w Skadarze, zostali za namową królowej, z rozkazu Bodina, zatrzymani i wtrąceni do więzienia. Branisław wkrótce potem zmarł. Pozostali na wolności bracia Branisława i jego synowie zaprotestowali przeciw postępowaniu króla. Obawiając się wszakże o swe życie schronili się w Dubrowniku. Bodin obległ miasto i zażądał wydania zbiegów, mieszczanie jednakże odmówili. W walkach pod murami Dubrownika zginął tymczasem faworyt królowej, która w gniewie zażądała wyprowadzenia pozostałych dwóch więźniów i ścięcia ich pod murami miasta. Po tych wypadkach Kościół próbował mediacji między zwaśnionymi stronami. Żądni odwetu Branisławowicze wybrali jednak emigrację i schronili się w Konstantynopolu.
U schyłku panowania w 1096/1097 roku Bodin podejmował w swej stolicy Skadarze krzyżowców pierwszej wyprawy, którzy pod wodzą Rajmunda z Tuluzy przechodzili przez Dalmację w drodze do Konstantynopola. Krzyżowcy dotarli do stolicy Zety po 40 dniach zimowego marszu skalistymi drogami Dalmacji, nie mając praktycznie zapasów żywności. Konstantyn Bodin, w zamian za kosztowne podarunki, pozwolił Rajmundowi na swobodne dokonanie zakupów na bazarach miejskich. Ze względu na porę roku kupcy skadarscy nie byli jednak w stanie zapewnić potrzebnej ilość pożywienia. Nie można też wykluczyć, że Bodin, ze względu na swą znajomość Bizancjum z racji pobytu w niewoli i wieloletnich zmagań z Cesarstwem, mógł służyć Rajmundowi jako informator. Na wdzięczność ze strony dowódcy krzyżowców zdaje się wskazywać fakt wielokrotnego bratania się obydwu władców.
Przyjmuje się, że Konstantyn Bodin zmarł w 1101-1102 roku, rzadziej, że w 1106-1107. Podstawą do takiego datowania jest wzmianka Popa Duklanina, że panował on 26 lat i 5 miesięcy. Datę śmierci ustala się więc licząc lata panowania albo od objęcia współrządów albo od śmierci Michała I. Został pochowany w klasztorze św. Sergiusza i Bachusa w pobliżu Skadaru. Po jego śmierci państwo pogrążyło się w wojnie domowej, w której walkę o tron podjęli bracia rodzeni i przyrodni Bodina, a także przedstawiciele bocznej gałęzi panującej dynastii wywodzący się od stryja Bodina Radosława.

## Rodzina
Konstantyn Bodin poślubił w 1081 roku córkę wodza normańskiego Archiwiza. Miał z nią pięciu synów:
- Michała
- Jerzego
- Marka
- Arkiricia (Arcisius)
- i Tomasza[1].